# П-700 «Гранит»
ПКР П-700 комплекса ракетного оружия «Гранит» (Индекс УРАВ ВМФ: 3М45, по кодификации НАТО: SS-N-19 «Shipwreck», Кораблекрушение) — советская сверхзвуковая крылатая противокорабельная ракета (ПКР) дальнего действия, предназначенная для борьбы с мощными корабельными группировками, включая авианосные.
При создании комплекса впервые был использован подход, основой которого является взаимная увязка трёх элементов: средств целеуказания (в виде космических аппаратов), носителя и ПКР. Созданный комплекс приобрёл возможность решать сложнейшие задачи морского боя нарядом огневых средств одного носителя.
Также возможно использование и для уничтожения береговых целей.

## История создания
Работы по созданию дальнобойной сверхзвуковой крылатой ракеты подводного старта в СССР были начаты постановлением ЦК КПСС и Совета Министров СССР № 539—186 от 10 июля 1969 года в ЦКБМ МОМ. К этому времени на вооружении подводных лодок уже состояла сверхзвуковая крылатая ракета П-6; однако запуск её был возможен только с поверхности, что сильно повышало уязвимость подлодки, и с учётом демаскирующего эффекта ракетного залпа подвергало лодку значительному риску. Кроме того, П-6, спроектированная ещё в конце 1950-х годов, спустя десятилетие уже не удовлетворяла требованиям по скорости, дальности и высоте полёта.
Разработка новой крылатой ракеты подводного старта была инициирована параллельно с созданием развития П-6 — крылатой ракеты П-500 «Базальт», на которую собирались перевооружить существующие носители. Однако П-500 «Базальт» была также непригодна к запуску из-под воды. Требовалось создать полностью новую ракету. Проект получил обозначение П-700 «Гранит». В дальнейшем было принято решение разрабатывать новую ракету для применения не только с подводных лодок, но и с надводных кораблей, дублировав разработку П-500.
Этап лётно-конструкторских испытаний ракеты проходил с ноября 1975 года. Государственные испытания комплекс «Гранит» прошёл в период с 1979 по июль 1983 года. Постановлением ЦК КПСС и СМ СССР № 686—214 от 19 июля 1983 года комплекс был принят на вооружение следующих кораблей:
- атомных подводных лодок проектов 949 «Гранит» и 949А «Антей»;
- тяжёлых атомных ракетных крейсеров проектов 1144 «Орлан» и 1144.2 «Орлан»;
- тяжёлых авианесущих крейсеров проекта 1143.5 «Кречет».

Существовали проекты и иных носителей, которые однако не были реализованы.
Разработчики:
- Головная организация — НПО машиностроения. Главный конструктор — Владимир Челомей (с 1984 года — Герберт Ефремов).
- Бортовая автономная селективная система управления ПКР построена коллективом учёных и конструкторов ЦНИИ «Гранит» под руководством его генерального директора Героя Социалистического Труда, лауреата Ленинской премии В. В. Павлова.
- Маршевый турбореактивный двигатель КР-93 разработан в КБ Уфимского моторостроительного ПО под руководством главного конструктора Сергея Гаврилова; система управления двигателем на основе нейрокомпьютерного моделирования разработана на кафедре «Техническая кибернетика» Уфимского авиационного института.
- Вариант ракеты с опытным сверхзвуковым прямоточным двигателем 4Д 04 разработан в ОКБ-670 под руководством Михаила Бондарюка.
- Теоретические основы построения космической системы целеуказания, взаимное положение спутников на орбитах, параметры их орбит разработаны непосредственно с участием академика М. В. Келдыша.
- За участие в создании комплекса «Гранит» Ленинская премия СССР была присуждена А. А. Саркисову (заместителю генерального конструктора ОКБ-100); Государственная премия СССР была присуждена С. А. Сиротину (заместителю главы ЦИАМ).

## Конструкция

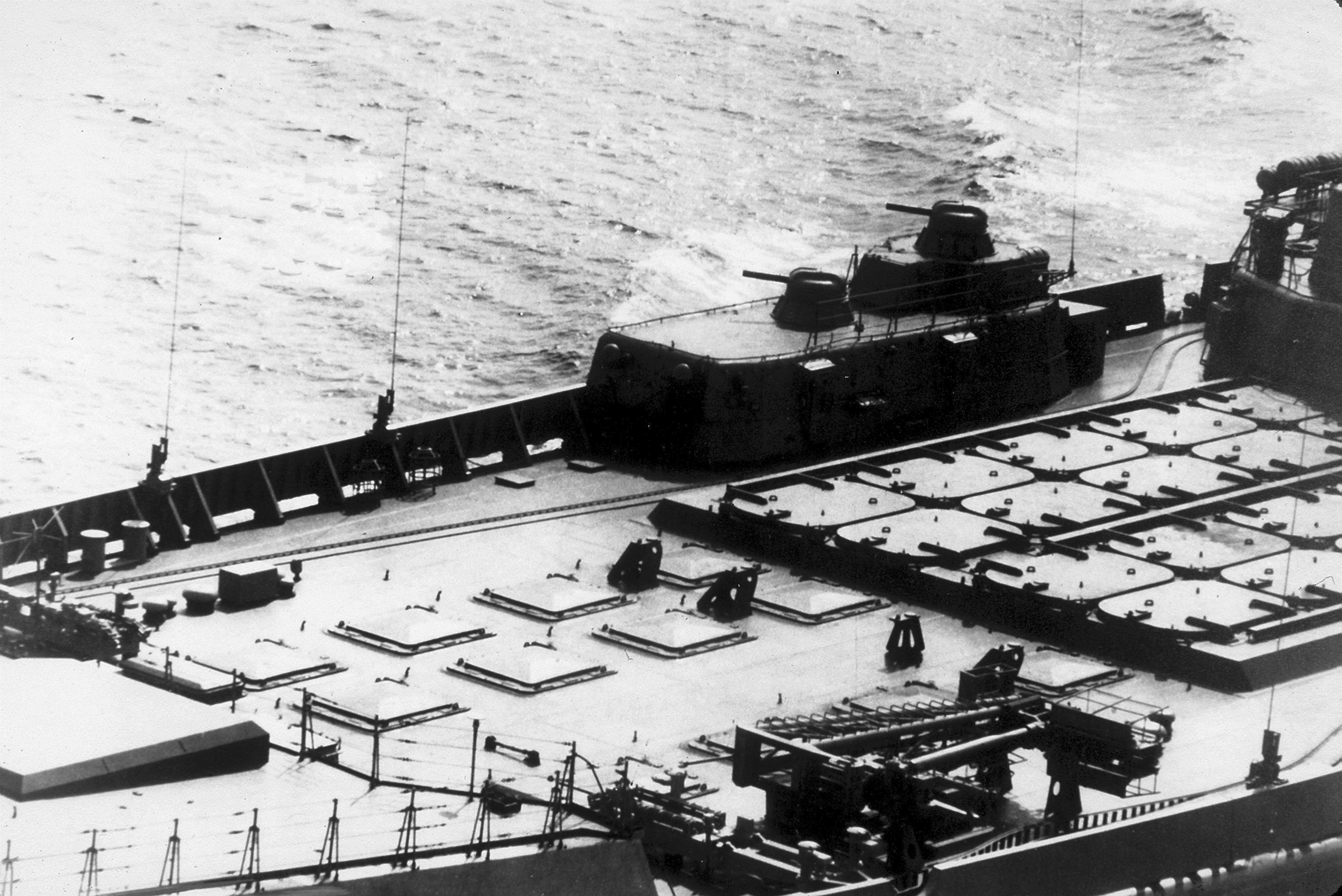
20 пусковых шахт ракет П-700 на палубе атомного крейсера «Фрунзе», 1985 год

Ракета П-700 «Гранит» имеет сигарообразную форму с кольцевым воздухозаборником в передней оконечности и складывающимся крестообразным хвостовым оперением. Короткое крыло большой стреловидности, раскладывающееся после запуска, установлено в центральной части фюзеляжа.
В движение ракету приводит расположенный по центральной оси турбореактивный двигатель КР-21-300. Запуск ракеты возможен также и из-под воды при помощи расположенного позади ракеты блока из четырёх твердотопливных ускорителей. Ракета хранится в герметичном транспортно-пусковом контейнере со сложенными крыльями и оперением, воздухозаборник прикрыт куполообразным обтекателем. Перед стартом установка заполняется забортной водой (эта процедура применяется и на надводных кораблях во избежание повреждения установки выхлопом), после чего включившийся ускоритель выталкивает ракету из шахты и доставляет на поверхность воды. В воздухе обтекатель воздухозаборника отбрасывается, крылья и оперение распрямляются, отгоревший ускоритель отбрасывается и ракета продолжает полёт при помощи маршевого двигателя.
Ракета оснащается боевыми частями различных типов. Это может быть либо полубронебойная (фугасно-проникающая) боевая часть весом в 584—750 кг, либо тактическая ядерная тротиловым эквивалентом до 50 килотонн.

Наведение ракеты осуществляется с помощью активной радиолокационной головки наведения. Бортовая автономная селективная система управления ПКР построена на основе трёхпроцессорной бортовой вычислительной машины (БЦВМ) с использованием нескольких информационных каналов, что позволяет успешно разбираться в сложной помеховой обстановке и выделять истинные цели на фоне помех. При групповом пуске ракет (залпе), ракеты, обнаружив противника своими головками самонаведения, обмениваются информацией, идентифицируют и распределяют цели по их размерам, взаимному расположению и иным параметрам. В БЦВМ заложены электронные данные по современным классам кораблей; тактические сведения, например, о типе ордеров кораблей, что позволяет ракете определить, что перед ней — конвой, авианесущая или десантная группа, и атаковать главные цели в её составе; данные по противодействию средствам радиоэлектронной борьбы противника, способным постановкой помех уводить ракеты от цели; тактические приёмы уклонения от огня средств противовоздушной обороны.
Для повышения боевой устойчивости П-700 оснащена станцией постановки радиопомех 3Б47 «Кварц» и устройствами сброса дипольных отражателей и ложных целей.

## Применение

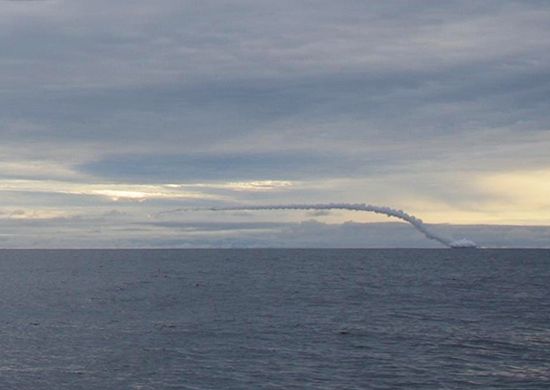
Пуск ракеты П-700 с подводной лодки К-410 «Смоленск» по береговой мишени, 2016 год

Ракеты запускаются из контейнерных наклонных пусковых установок СМ-225 (для подводных лодок) или СМ-233 (для надводных кораблей), располагающихся под палубой корабля-носителя под углом в 60 градусов. Перед стартом, для снижения термических нагрузок на пусковую установку, контейнер заполняется забортной водой.
При стрельбе на большую дальность (более 100—120 км), ракеты поднимаются на высоту порядка 14—17 тысяч метров и выполняют бо́льшую часть полёта на ней, чтобы снизить сопротивление воздуха (и, соответственно, затраты топлива) и увеличить радиус обнаружения целей ГСН.
Обнаружив цель, ракеты проводят идентификацию, распределяют между собой цели и затем снижаются до высоты в 25 метров, скрываясь за радиогоризонтом от радаров корабля-носителя, после чего следуют на малой высоте с выключенными ГСН, включая их вновь только для точного наведения непосредственно перед атакой. Атака на соединение организуется так, что поражение второстепенных целей происходит только после уничтожения приоритетных, и таким образом, что одна цель не атакуется более чем необходимым для её поражения числом ракет. При этом ПКР используют запрограммированные тактические приёмы уклонения от огня средств противовоздушной обороны, а также применяют бортовые средства радиоэлектронного противодействия.
Так как время полёта ракеты на большую дальность значительно, и цель может выйти за границы радиуса обнаружения ГСН ракеты, комплекс нуждается в точном целеуказании, осуществляемом авиационным комплексом «Успех» с самолётов Ту-95РЦ или вертолётов Ка-25Ц, или космическим комплексом разведки и целеуказания МКРЦ «Легенда» (в дальнейшем заменена на МКРЦ «Лиана»). Ракета также может быть использована для поражения наземных целей.

## Характеристики
| Параметр                     | Значение                                                                                    |
| ---------------------------- | ------------------------------------------------------------------------------------------- |
| Длина, м                     | 10                                                                                          |
| Диаметр, м                   | 1,14 (корпус), 1,35 м (в контейнере)                                                        |
| Размах крыла, м              | 2,6                                                                                         |
| Стартовый вес, кг            | 7000                                                                                        |
| Скорость на высоте, М        | 2,5                                                                                         |
| Скорость у земли/воды, М     | 1,5                                                                                         |
| Дальность, км                | 550 (625) по комбинированной траектории, 145 (200) по исключительно маловысотной траектории |
| Потолок, м                   | 14 000-17 000 на маршевом участке, в зависимости от схемы траектории                        |
| Минимальная высота полёта, м | до 25 (на участке атаки)                                                                    |
| Система управления           | ИНС + АРЛГСН                                                                                |
| Боевая часть                 | Проникающая 518—750 кг (данные расходятся) или ядерная, до 50 кт                            |

## Носители
- Подводные лодки проекта 949А «Антей» — по 24 ПКР.
- Крейсера проекта 1144 - по 20 ПКР.
- Тяжёлый авианесущий крейсер «Адмирал Флота Советского Союза Кузнецов» проекта 1143.5 — 12 ПКР.

Размер ракеты ограничивает типы носителей, на которых она может быть размещена.
В перспективе, предполагается демонтаж ракеты со всех носителей ввиду её морального и технического устаревания, и замена П-700 на более универсальные и компактные противокорабельные ракеты «Калибр» и гиперзвуковые 3М22 «Циркон».

## Оценка проекта
Опыт боевой и оперативной подготовки ВМФ показывает, что большая масса и высокая скорость ракет комплекса затрудняют их поражение зенитными ракетами противника.
Ракета ни разу не применялась в боевых условиях, мнения о её реальной эффективности разнятся.